# Ostreichnion americanum
Ostreichnion es un género monotípico de hongos perteneciente a la familia Mytilinidiaceae. Su única especie es Ostreichnion americanum.